# Stan Fox
Stanley Cole Fuchs, bekannt als Stan Fox (* 7. Juli 1952 in Janesville, Wisconsin; † 18. Dezember 2000 in Waiouru, Neuseeland) war ein US-amerikanischer Autorennfahrer.

## Erfolge bei den Midget Cars
Stan Fox wurde am Anfang seiner Karriere besonders als Midget-Car-Pilot (Kleinstrennwagen) bekannt. Er gewann auf den Sandovalen der Midget-Cars unzählige Titel und speziell in den Jahren in der USAC (United States Auto Club) Midget Car-Serie ab 1980 auch schnell an landesweiter Bekanntheit.

## In der CART-Serie
1984 versuchte sich Fox, mit mäßigem Erfolg, in der CART-Serie. Am Steuer eines March 83C-Cosworth bestritt Fox fünf Meisterschaftsläufe (bei weiteren fünf Rennen verpasste er die Qualifikation) ohne dabei einen Punkt zu erzielen.
Ab 1987 beteiligte sich Fox regelmäßig an den 500 Meilen von Indianapolis. Er war damit einer der letzten Midget Car-Piloten, der dieser traditionellen Verbindung (bis Anfang der 70er Jahre waren die Oval- und Straßenrennen der heutigen Champ Car, zusammen mit den Midget Cars, ein Teil des USAC-Championats) folgte und in beiden Rennserien aktiv wurde.
Die beste Platzierung, die Fox dabei erreichte, war ein siebter Platz bei seinem Debüt 1987, der beste Startplatz ein elfter Platz bei seinem letzten Rennen 1995.

## Der Unfall in Indianapolis
1995 kam es in Indianapolis bereits in der ersten Rennrunde zu einem schweren Unfall an dem fünf Autos beteiligt waren. In der Mitte von Turn 1 hatte Stan Fox die Kontrolle über seinen Reynard verloren und das Auto ging quer in Richtung der äußeren Begrenzungsmauer. Dabei riss Fox das Auto des Amerikaners Eddie Cheever mit und wurde von diesem in die Luft katapultiert. Der Reynard flog mit der Oberseite gegen die Mauer, wobei der Bolide auf Höhe des Cockpits in zwei Teile zerbrach.
Der angeschnallte Fox wurde im nur noch halben Cockpit dann noch mehrfach gegen die Begrenzungsmauer geschleudert und das Auto rutschte schließlich noch ein Stück daran entlang.
Erstaunlicherweise hatte sich Fox bei dem Unfall nichts gebrochen, war jedoch ohnmächtig und wurde ins Krankenhaus gebracht. Dort wurden schwere Kopfverletzungen diagnostiziert. Fox verbrachte mehrere Monate im Krankenhaus und in der Rehabilitation.
Stan Fox fuhr nach dem Unfall keine Autorennen mehr.

## Tödlicher Unfall im Straßenverkehr
2000 verunglückte Fox in einem privaten Van als Beifahrer bei einem Frontalzusammenstoß, rund 300 Kilometer südlich von Auckland (Neuseeland), tödlich. Er hatte sich in Neuseeland aufgehalten, um Autorennen und Freunde zu besuchen. 1995 wurde Fox in die National Midget Auto Racing Hall of Fame aufgenommen. Die USAC veranstaltet seit 2001 den Meisterschaftslauf in Plymouth (Wisconsin) als „Stan Fox Memorial Race“.

## Statistik

### Ergebnisse in der CART-Serie
| Saison | Team             | Auto                 | Rennen | Starts | Siege | T Indy | R Indy | Punkte | Position |
| ------ | ---------------- | -------------------- | ------ | ------ | ----- | ------ | ------ | ------ | -------- |
| 1984   | Pabst Racing     | March 83C-Cosworth   | 10     | 5      | -     | DNQ    | -      | -      |          |
| 1987   | Kerker Exhaust   | March 86C-Cosworth   | 1      | 1      | -     | 26     | 7      | 6      | 32.      |
| 1988   | Calumet Farms    | March 86C-Chevrolet  | 1      | 1      | -     | 29     | DNF    | -      |          |
| 1989   | Calumet Farms    | March 86C-Cosworth   | 1      | -      | -     | DNQ    | -      | -      |          |
| 1990   | Myano America    | Lola T87-Buick       | 1      | 1      | -     | 27     | DNF    | -      |          |
| 1991   | Hemelgarn Racing | Lola T91-Buick       | 1      | 1      | -     | 17     | 8      | 5      | 24.      |
| 1992   | Hemelgarn Racing | Lola T91-Buick       | 1      | 1      | -     | 13     | DNF    | -      |          |
| 1993   | Hemelgarn Racing | Lola T91-Buick       | 1      | 1      | -     | 20     | DNF    | -      |          |
| 1994   | Hemelgarn Racing | Reynard 94I-Cosworth | 1      | 1      | -     | 13     | DNF    | -      |          |
| 1995   | Hemelgarn Racing | Reynard 95I-Cosworth | 1      | 1      | -     | 11     | DNF    | -      |          |
| Gesamt |                  |                      | 19     | 13     | -     | -      | -      | 11     | -        |

T Indy = Training Indianapolis, R Indy = Rennen Indianapolis, DNF = nicht im Ziel, DNQ = nicht qualifiziert